# 红旗满族乡 (哈尔滨市)
红旗满族乡是中华人民共和国黑龙江省哈尔滨市南岗区下辖的一个民族乡，位于市区西南部，102国道过境。

## 行政区划
红旗满族乡下辖以下村级行政区划单位：
南红社区、果树示范厂社区、旭光村、红旗村、长征村、曙光村、明星村、五一村、金星村和东升村。